# 콘스탄티노폴리스의 그리고리오스 5세
그리고리오스 5세(그리스어: Γρηγόριος Ε΄, 1746년 - 1821년 4월 22일)는 콘스탄티노폴리스 세계 총대주교(1797년 - 1798년, 1806년 - 1808년, 1818년 - 1821년)이다. 본명은 요르요스 앙겔로풀로스(그리스어:  Γεώργιος Αγγελόπουλος)이다. 그는 1738년의 화재로 심하게 훼손된 총대주교좌 성 요르고스 대성당을 복원했다. 그리스 독립전쟁이 발발하자 정교회 밀레트 장관이었던 그리고리오스 5세는 그리스인들의 폭동을 진압하지 못한 책임으로 오스만 제국의 술탄 마흐무트 2세로부터 질책을 받았다. 사실 그리고리오스 5세는 그리스인들의 독립 운동에 반대하는 입장을 밝혔는데, 이는 오스만 당국의 보복으로부터 콘스탄티노폴리스에 거주하는 그리스인들을 보호하기 위해서였다. 그리스 독립군이 펠로폰네소스반도에서 오스만군을 상대로 수차례 승전을 거두자 1821년 4월 성주간 동안 그리스인들과 정교회에 대한 보복 공격이 발생했다.
그리고리오스 5세는 1926년 4월 22일 부활 주일에 성대한 부활 주일 성찬예배를 집전한 후 술탄의 명령에 따라 총대주교좌 성당 밖으로 끌려나와 총대주교청 정문에서 총대주교 전례복을 갖춰 입은 상태에서 교수형을 당해 시신이 이틀 동안 매달려 있었다. 이윽고 1821년 콘스탄티노폴리스 학살이 벌어졌다.
부활 주일에 그리고리오스 5세를 잔인하게 처형하자 그리스인들과 러시아인들은 큰 충격을 받고 격분했다. 또한 유럽의 나머지 지역에서도 항의가 일어났으며, 친그리스운동이 더욱 왕성하게 일어났다. 그리스 독립전쟁 동안 많은 독립운동가들이 자신들의 칼에 그리고리오스의 이름을 새겨 복수를 다짐했다.
한편 그리고리오스 5세의 시신은 처형당한 다른 고위 성직자들의 시신과 함께 콘스탄티노폴리스에 거주하는 유대인들에게 넘겨졌는데, 유대인들은 시신들을 길거리 이곳 저곳에 끌고 다니다가 바다로 던져버렸다. 유대인들의 이러한 행동이 강요에 의한 것이었는지 아닌지에 대해서는 의견이 분분하다. 어쨌든 이 소식이 널리 알려지자 그리스 독립군은 분개하여 유대인들을 터키인들의 부역자들로 간주하고 그리스 남부 지역에서 유대인들에 대한 피의 보복 공격을 여러 차례 저질렀다. 그러자 그리스 북부 일부 지역에서 유대인들이 터키인들과 가담해 그리스도인들을 공격하기 시작했고, 이에 대한 맞대응으로 그리스 남부 지역에서는 다시 반유대주의 공격이 일어났다. 밤중에 총대주교의 시신은 그리스 선원들이 찾아내 오데사로 정중히 옮겼다. 장례식을 치른 후, 몇몇 그리스 선원들은 인근의 유대인 상점들을 습격하기도 했다.
총대주교의 시신은 최종적으로 아테네 관구 대주교좌 성모 희보 대성당에 안치되었다. 그는 동방 정교회에서 순교자로 기려지고 있다. 그에 대한 추모 차원에서 한때 총대주교청의 정문이자 성인에 순교지가 되버린 성 베드로 문은 1926년에 폐쇄된 이래 오늘날까지 계속 폐쇄된 상태로 남아 있다.